# AJ McLean
Alexander James "AJ" McLean (West Palm Beach, Florida, 9 de enero de 1978) es un cantante y rapero ocasional estadounidense, miembro del grupo de música Backstreet Boys.

## Primeros años
McLean nació en West Palm Beach, Florida de su madre, Denise Fernández, y su padre Bob McLean. AJ es de ascendencia cubana por parte de su familia materna. Sus padres se divorciaron y su padre dejó la familia cuando McLean tenía dos años de edad, y él fue criado por su madre y sus abuelos, Ursula y Adolph Fernández. En enero de 1986 a los 8 años de edad, actuó en su primer papel como Little Mike en la película de 1986 Truth or Dare. En 1990, se mudó a Orlando, Florida, con su madre y sus abuelos para concentrarse en su carrera de actuación y cantante. Después de varias audiciones para varios proyectos para Nickelodeon y Disney, incluyendo el show de Nickelodeon GUTS, consiguió un papel en Welcome Freshmen, y en la serie cómica llamada Hi Honey, I'm Home! en que interpretó el papel llamado "Skunk." Es en Orlando donde AJ y Howie Dorough se conocen y en donde nacería una amistad que años después se agrandaría al unirse ambos al grupo de música Backstreet Boys. AJ McLean se caracterizó como el miembro loco y extravagante del grupo, vistiendo ropa llamativa, cambiando constantemente su color de cabello y adornando su cuerpo con más de 40 tatuajes.

### Alter ego
McLean creó un personaje, a quién llamó "Johnny NoName", para utilizarlo como su alter ego. Lo usa como su nombre cuando no se presenta con los otros miembros de los Backstreet Boys. El personaje tiene similitudes con McLean; por ejemplo, ambos tuvieron madres solteras, y vivieron con sus abuelos desde una edad joven. También hay diferencias - Johnny ha estado en prisión, mientras que McLean no.
McLean ocasionalmente se ha presentado en clubs de rock/metal alrededor de Nueva York con su alter ego, Johnny NoName. También creó una fundación JNN para recaudar fondos para investigación de diabetes y otras causas como mantener programas de música en las escuelas. McLean hizo una gira por nueve ciudades para apoyar VH1 Save the Music como Johnny No Name.
Originalmente, el alter ego de McLean fue llamado Johnny Suede. Comparte su nombre con un personaje interpretado por Brad Pitt y cuando el estudio amenazó con demandar a McLean, él cambió el nombre a Johnny No Name.

### Have It All

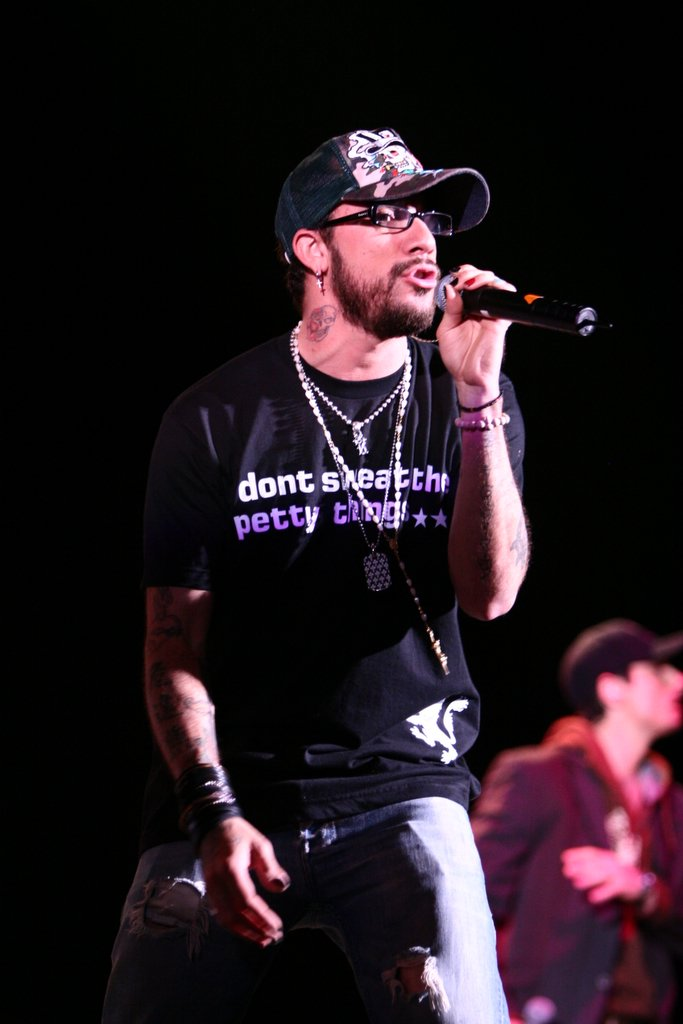
A.J. McLean en concierto.

En marzo de 2008, McLean presentó sus dos primeros shows solistas en Anaheim House of Blues y en The Roxy en Los Ángeles. El show consistió en su material solista y su versión solista del éxito de los Backstreet Boys, "Incomplete". La gira solista continuó a través de Europa en mayo y junio, en una gira paralela a la de los Backstreet Boys. Mientras creaba su proyecto solista, McLean trabajó con el vocalista Ryan Tedder de OneRepublic, los productores Dan Muckala y Kristian Lundin, además con el exmiembro de 'N Sync, JC Chasez. El 20 de enero de 2010, Have It All, fue lanzado en Japón. Confirmó en el crucero de los Backstreet Boys que la versión de Estados Unidos sería lanzado el 8 de marzo de 2011.

### Apariciones en televisión
En abril de 2002, en la temporada 2 de Static Shock (un dibujo animado desde el 2000 hasta el 2004) A.J. hizo una aparición como invitado en el programa. El título del episodio se llama "Duped". También apareció como un concursante en la primera temporada del programa Nickelodeon GUTS.

## Vida personal

### Matrimonio
Se comprometió con Rochelle Deanna Karidis, a quien le propuso matrimonio en su cumpleaños en 2010 mientras lo celebraba en un club en Las Vegas. Su boda se celebró el 17 de diciembre de 2011. 
El 29 de abril de 2012 confirmó que sería padre de una niña. Su primera hija, Ava Jaymes McLean Karidis, nació el 27 de noviembre de 2012. Su segunda hija, Lyric Dean McLean Karidis, nació el 19 de marzo de 2017.
El 27 de marzo de 2023, los dos anunciaron que se separaban temporalmente con la esperanza de reconciliarse a su debido tiempo para fortalecer su matrimonio. Después de 9 meses de separación, la pareja anunció a través de sus perfiles de Instagram el día de Año Nuevo de 2024 que habían decidido divorciarse después de 12 años de matrimonio.

### Problemas con las drogas
McLean sufrió de adicción a las drogas y por ello ingreso a rehabilitación en 2001 y nuevamente en 2002. Durante una entrevista con la estación de radio en Nueva Zelanda, ZM, McLean describió sus adicciones como lo más difícil que ha atravesado en su vida, diciendo que es algo con lo que él lucha todos los días. Ingresó a rehabilitación por tercera vez el 10 de enero de 2011 citando "razones personales". Antes de la gira de NKOTB y Backstreet Boys él comentó: "Quiero estar saludable y cantar para las personas estando mejor y feliz."

## Discografía
Artículo principal: Anexo:Discografía de Backstreet Boys
- Have It All (2010)